# Зариа
Зариа, За́рия (англ. Zaria, хауса Zariya) — город в штате Кадуна на севере Нигерии. По состоянию на 2008 год восьмой по населению город страны. Населена хауса, ранее называлась Заззау и принадлежала к одному из семи городов-государств хауса. В городе находится резиденция эмира Заззау.

## История
Зариа под названием Заззау была столицей эмирата Заззау, однако поселение на этом месте находилось ещё до возникновения эмирата. В 1450-х годах тут распространился ислам, что было связано с развитием транссахарской торговли. Торговцы приводили караваны с солью, получая за это зерно и рабов.
Между XV и XVI веками эмират стал данником империи Сонгай, в 1805 году захвачен фульбе. Британские войска под командованием Фредерика Лагарда взяли город в 1901 году.
С Заззау связана легендарная хаусская мусульманская королева-воительница Амина XV века.